# فولاذ بن مناذر
فولاذ بن مناذر (بالفارسية: فولاد بن ماناذیر)، كان أميرًا جستانيًا، كان ضابطًا عسكريًا رفيع المستوى يعمل لدى الأسرة البويهية.

## سيرته

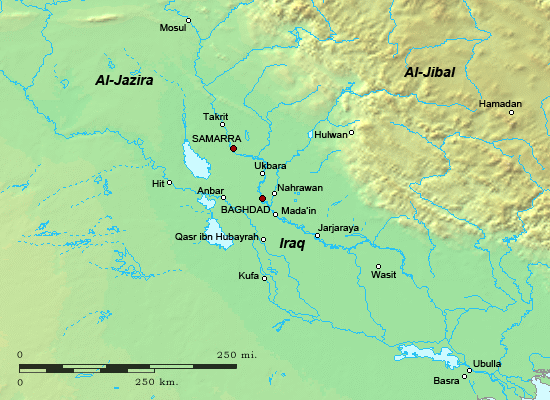
خريطة العراق في القرنين التاسع والعاشر

كان فولاذ ابنًا لمناذر، أحد ملوك بني جستان. كان لفولاذ أخ يُدعى خسرو شاه، حكم رودبار بعد أبيه مناذر. وكان له أيضًا أخت لم يُذكر اسمها، تزوجت من الحاكم البويهي عضد الدولة، وأنجبت له ولدين، تاج الدولة أبو الحسين أحمد وضياء الدولة أبو طاهر فيروز شاه. خلال تلك الفترة، هيمن فولاذ، إلى جانب ضابط جيلاكي يُدعى زيار بن شهركويه، على بلاط البويهيين في بغداد. بعد وفاة عضد الدولة، انزلقت الدولة البويهية إلى حرب أهلية، لأن زعامة الدولة كانت متنازع عليها بين ولديه صمصام الدولة وشرف الدولة. حكم صمصام الدولة العراق، بينما حكم شرف الدولة فارس وكرمان.
في عام 986، ثار ضابط ديلمي يدعى أسفار بن كردويه ضد صمصام الدولة، وغير ولائه لشرف الدولة. ومع ذلك، سرعان ما غير أسفار بن كردويه رأيه، وأعلن الولاء لشقيق الأخير الآخر بهاء الدولة أبو نصر فيروز خرشاد. ومع ذلك، قمع صمصام الدولة بمساعدة فولاذ التمرد، وسجن بهاء الدولة. وسرعان ما عقد صمصام الدولة السلام مع شرف الدولة، ووافق على إطلاق سراح بهاء الدولة. وفي عام 987، خان شرف الدولة صمصام الدولة، وغزا العراق، وسجنه في حصن. ثم سجن فولاذ وأعدم زيار بن شهركويه.
حوالي عام 988/989، أُطلق سراح فولاذ. وبعد إطلاق سراحه، بدأ فولاذ في خدمة صمصام الدولة مرة أخرى، هذه المرة في شيراز، حيث أصبح مرة أخرى شخصية بارزة في بلاطه. ومع ذلك، حاول فولاذ لاحقًا إقالة نائب الحاكم في شيراز، مما أجبره على الفرار من غضب صمصام الدولة. تمكن فولاذ من الوصول إلى بلاط فخر الدولة أبو الحسن علي بن حسن في الري، حيث بقي حتى وفاته حوالي عام 994. كان لديه ابن يُدعى ابن فولاذ، الذي تحدى لاحقًا سلطة البويهيين وادعى أن قزوين جزء من ممتلكاته الخاصة.